# Сюй Линьбэй
Сюй Линьбэй (кит. 徐 琳蓓; 19 ноября 1983, Шанхай) — китайская гребчиха-байдарочница, выступала за сборную КНР на всём протяжении 2000-х годов. Участница двух летних Олимпийских игр, чемпионка Азиатских игр, серебряная призёрша чемпионата мира, трёхкратная чемпионка Азии, победительница многих регат национального и международного значения.

## Биография
Сюй Линьбэй родилась 19 ноября 1983 года в Шанхае. В 2001 году выиграла Спартакиаду народов КНР в зачёте двухместных байдарок на дистанции 500 метров.
Первого серьёзного успеха на взрослом международном уровне добилась в 2002 году, когда попала в основной состав китайской национальной сборной и побывала на Азиатских играх в Пусане, откуда привезла награду золотого достоинства, выигранную в паре с Чжун Хунъянь в зачёте двухместных байдарок на дистанции 500 метров. Кроме того, в этом сезоне среди байдарок-четвёрок стала серебряной призёршей на чемпионате мира в испанской Севилье, уступив в решающем заезде только экипажу из Польши.
Благодаря череде удачных выступлений Сюй удостоилась права защищать честь страны на летних Олимпийских играх 2004 года в Афинах — стартовала здесь в четвёрках и двойках на пятистах метрах, в первом случае была в финале седьмой, тогда как во втором случае финишировала четвёртой, немного не дотянув до призовых позиций.
После афинской Олимпиады Сюй Линьбэй осталась в основном составе гребной команды КНР и продолжила принимать участие в крупнейших международных регатах. Так, в сезоне 2005 года на Спартакиаде народов КНР завоевала серебряную медаль в байдарке-одиночке на дистанции 500 метров. В сезоне 2007 года на чемпионате Азии в корейском Хвачхоне она трижды поднималась на пьедестал почёта, одержав победу во всех трёх парных дисциплинах, в которых принимала участие: на дистанциях 200, 500 и 1000 метров. Будучи в числе лидеров китайской национальной сборной, благополучно прошла квалификацию на домашние Олимпийские игры 2008 года в Пекине — на сей раз в двойках с Ван Фэн на пятистах метрах сумела дойти лишь до стадии полуфиналов, где финишировала восьмой. Вскоре по окончании этих соревнований приняла решение завершить карьеру профессиональной спортсменки, уступив место в сборной молодым китайским гребчихам.